# 安排坐在豪華圈中
安排坐在豪華圈中是由美國音樂家羅易·羅易編寫和錄製的單曲，同時也是他首張專輯《我要去的州》（The State I'm In）中的第二首歌。該歌於1990年發行，在《告示牌》百强单曲榜最高登上第19位，這也是羅易少數登上此榜的歌曲。
該歌曲的MV由麥可·貝執導。

## 排行榜
| 榜單（1990年）                     | 高峰位置 |
| ---------------------------------- | -------- |
| 澳大利亞（ARIA榜）                 | 51       |
| 美國《告示牌》百强单曲榜           | 19       |
| 美國《告示牌》舞曲夜店歌曲榜       | 11       |
| 美國《告示牌》舞蹈電子單曲榜       | 17       |
| 美國《告示牌》熱門R＆B及嘻哈歌曲榜 | 74       |